# Monda brevicosta
Monda brevicosta är en fjärilsart som beskrevs av Jean Bourgogne 1976. Monda brevicosta ingår i släktet Monda och familjen säckspinnare. Inga underarter finns listade i Catalogue of Life.